# قاصد (صاروخ)
صاروخ قاصد (بالفارسية: قاصد) هو مركبة إطلاق فضائية مدارية صغيرة الحجم قابلة للاستهلاك. قامت بأول رحلة لها في عام 2020، ورفعت أول قمر صناعي إيراني عسكري اسمه نور (بالفارسية: نور) في المدار.

## تصميم
يتم دفع المرحلة الأولى لقاصد بصاروخ باليستي متوسط المدى يبلغ قطره 1.25 متر (4 قدم 1 بوصة) وحرق UDMH و N 2 O 4 لمدة 103 ثوانٍ ودفعة تقريبية قدرها 30,000 كيلو غرام ثقلي (290 كـن؛ 66,000 رطلق)، على الرغم من أن تطبيق قاصد لقدر الذي أثبت كفاءته باعتباره مرحلته الأولى يقتصر على عمليات الإطلاق الأولى وأن عمليات الإطلاق اللاحقة ستستخدم المرحلة الأولى التي تعمل بالوقود الصلب. المرحلة الثانية بقطر 1 متر (3 قدم 3 بوصة) هي سلمان الذي يعمل بالوقود الصلب مع غلاف مركب من ألياف الكربون خفيف الوزن، وفوهة مرنة مع قدرة توجيه الدفع، ووقت احتراق يصل إلى 60 ثانية. يعتقد خطأ أن المرحلة الثالثة هي المرحلة العليا من سلمان بمحرك وقود صلب من طراز آرش-24 مع وقت احتراق يبلغ 40 ثانية. كشفت الصور التي تم الكشف عنها لاحقًا علنًا أنه نظام محدد طوره الحرس الثوري الإيراني.

## الآثار الاستراتيجية
القاذفة جديرة بالملاحظة حيث يتم تشغيلها من قبل القوات الجوية التابعة لحرس الثورة الإسلامية بدلاً من وكالة الفضاء الإيرانية، وهي صغيرة بما يكفي ليتم إطلاقها من منصة إطلاق ناقلة. وكشف الإطلاق عن برنامج فضاء عسكري مواز كامل منفصل عن وكالة الفضاء الإيرانية، مع مسارات تطوير منفصلة ومركبات إطلاق تعمل بالوقود الصلب، على عكس صواريخ وكالة الفضاء الإيرانية التي تعمل بالوقود السائل.
فيما يتعلق بالقمر الصناعي نور نفسه، فإن الإطلاق لا يغير بشكل جذري المعادلات الأمنية في الشرق الأوسط، ولكن كشف النقاب عن برنامج الفضاء لحرس الثورة الإسلامية وتركيزه على مركبات الإطلاق التي تعمل بالوقود الصلب (والتي تعد أكثر قابلية للتطبيق عسكريًا من قاذفات الوقود السائل الإيرانية السابقة. مثل سيمرغ) قد يشير إلى استراتيجية التحوط الإيرانية للحصول على تكنولوجيا الصواريخ البالستية العابرة للقارات بدون عمليات إعادة التنفيذ الأمنية لمحاولة القيام بذلك علانية.

## تاريخ الإطلاق
| رقم الرحلة. | التاريخ والوقت ( UTC ) | الحمولة | يكتب | حصيلة                                | ملاحظات |
| ----------- | ---------------------- | ------- | ---- | ------------------------------------ | ------- |
| 1           | 22 أبريل 2020، 04:00   | نور 1   | ناجح | 444 × 426 كم في مدار ، ميل 59.8 درجة |         |
| 2           | 8 مارس 2022، 05:06     | نور 2   | ناجح | 495 × 513 كم مدار ، ميل 58.3 درجة    |         |

## صور

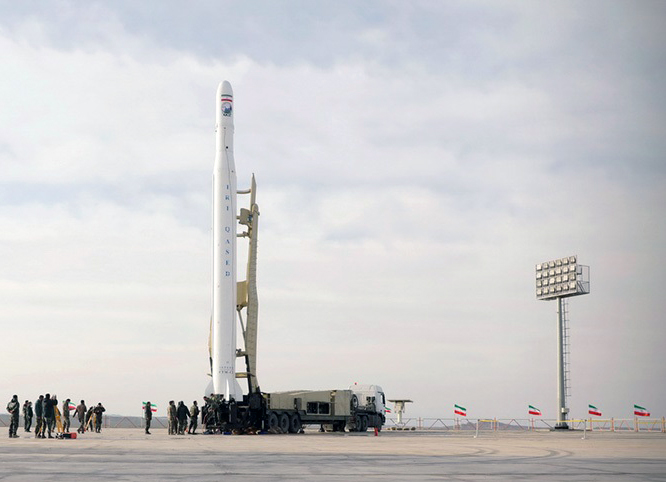
قاصد أثناء الاستعدادات على منصة الإطلاق
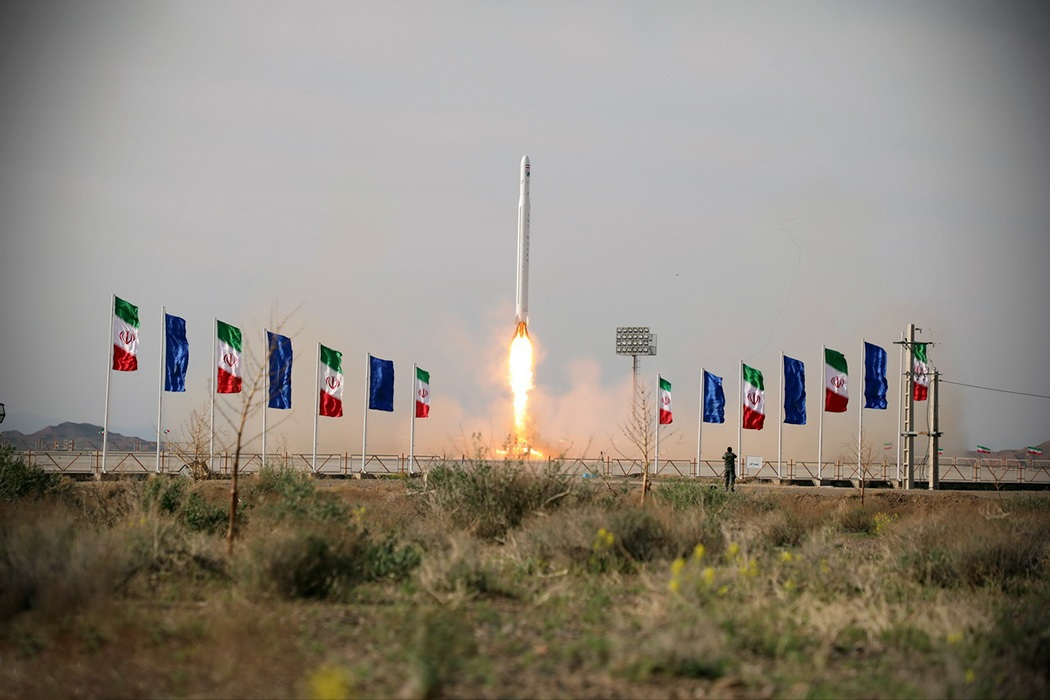
رفع قاصد

## أنظر أيضا
- القوة الجوية لحرس الثورة الإسلامية
- نور-1 (القمر الصناعي)

مركبات إطلاق الأقمار الصناعية الإيرانية الأخرى
- سفير (صاروخ)
- سيمرغ (صاروخ)